# 붉은투코투코
붉은투코투코(Ctenomys frater)는 투코투코과에 속하는 설치류의 일종이다. 5종의 아종이 알려져 있고 일부는 과거에 별도의 종으로 간주했다. 볼리비아에서 발견된다. 1996년 국제 자연 보전 연맹(IUCN)이 보전 등급을 관심대상종으로 지정했다.

## 특징
투코투코속의 다른 종들과 마찬가지로 굴을 파는 동물로이다. 먹이는 땅 속의 덩이줄기와 뿌리이다. 핵형은 2n=52, FN=78이다.

## 분포 및 서식지
해발 600m와 4,500m 사이의 아르헨티나와 볼리비아에서 발견된다.

## 아종
- C. f. barbarous
- C. f. budini (Thomas, 1913)
- C. f. frater Thomas, 1902
- C. f. mordosus (Thomas, 1926)
- C. f. sylvanus (Thomas, 1919)